# Sopot Festival 1969
Sopot Festival 1969 – 9. edycja festiwalu muzycznego odbywającego się w sopockiej Operze Leśnej. Festiwal został zorganizowany 21–24 sierpnia a prowadzili go Irena Dziedzic, Krystyna Loska, Bogumiła Wander, Edyta Wojtczak i Lucjan Kydryński. Wygrał Henri Dès z utworem „Maria Consuella”.

## Półfinał (dzień płytowy)
|    | Kraj            | Język             | Wykonawca            | Tytuł                                | Miejsce | Punkty |
| -- | --------------- | ----------------- | -------------------- | ------------------------------------ | ------- | ------ |
| 01 | Polska          | polski            | Maryla Rodowicz      | „Mówiły mu”                          |         |        |
| 02 | NRD             | niemiecki         | Klaus Dieter Henkler | „Die schonste aller muse”            |         |        |
| 03 | Szwajcaria      | francuski         | Jaqueline Midinette  | „Saimer, Saimer”                     |         |        |
| 04 | Jugosławia      | serbsko-chorwacki | Dragan Stojnic       | „Mademoiselle lise”                  |         |        |
| 05 | Belgia          | francuski         | Nicole Josy          | „Le mal’d aimer”                     |         |        |
| 06 | Wielka Brytania | angielski         | John Burness         | „I Looked at You Hammond”            |         |        |
| 07 | Holandia        | angielski         | Rita Hovink          | „Little Man You have had a Busy Day” |         |        |
| 08 | Holandia        | angielski         | Frankie Franken      | „Are You Ready for Love”             |         |        |
| 09 | Francja         | angielski         | Virginia Vee         | „Don’t Start to Cry”                 |         |        |
| 10 | Polska          | polski            | Rena Rolska          | „Tam za horyzontem”                  |         |        |
| 11 | Jugosławia      | serbsko-chorwacki | Milan Babić          | „Mirjana”                            |         |        |
| 12 | Włochy          | włoski            | Lucio Dalla          | „Hal una faccia naranera”            |         |        |
| 13 | Węgry           | węgierski         | Terez Harangoza      | „A Zapor Panzer-Conti”               |         |        |
| 14 | Hiszpania       | hiszpański        | Michel               | „Valencia”                           | 1       | 24     |
| 15 | Rumunia         | rumuński          | Anda Calugareanu     | „Regret ca nu te-am cunoscut”        |         |        |
| 16 | Kuba            | hiszpański        | Raul Gomez           | „Muy cerca del arroyvello”           |         |        |

## Finał (dzień międzynarodowy)
W festiwalu uczestniczył także Muslim Magomajew
| Lp. | Kraj              | Język      | Wykonawca          | Tytuł                                   | Miejsce | Punkty |
| --- | ----------------- | ---------- | ------------------ | --------------------------------------- | ------- | ------ |
| 01  | Polska            | polski     | Jolanta Borusewicz | „Hej dzień się budzi”                   | 6       | 47     |
| 02  | Stany Zjednoczone | angielski  | John Gittings      | „Fly Fly from Here”                     | 21      | 12     |
| 03  | Finlandia         | fiński     | Helena Katri       | „Maailman pihamaat”                     | 14      | 33     |
| 04  | Belgia            | angielski  | Joe Harris         | „Don’t Stay”                            | 8       | 41     |
| 05  | Dania             | angielski  | Gitte Kragh        | „The End of the World”                  | 12      | 36     |
| 06  | Irlandia          | angielski  | Pat Lynch          | „Coilin”                                | 10      | 39     |
| 07  | Malta             | angielski  | Mary Merga         | „Help me!”                              | 17      | 25     |
| 08  | Kanada            | francuski  | Pascal Normand     | „La tempete”                            | 18      | 24     |
| 09  | Norwegia          | angielski  | Lillian Askeland   | „I Feel so Strong”                      | 14      | 33     |
| 10  | Francja           | francuski  | Henri Tachan       | „Dans les grands magasins”              | 2       | 200    |
| 11  | Wielka Brytania   | angielski  | Patsy MacLean      | „When You Love Me”                      | 3       | 176    |
| 12  | Kuba              | hiszpański | El Jilguero        | „Cantando y riendo”                     | 21      | 12     |
| 13  | NRD               | niemiecki  | Dagmar Frederic    | „Ich Fliege im Traumschiff”             | 4       | 64     |
| 14  | Czechosłowacja    | czeski     | Karel Blaha        | „Konec tancowacky”                      | 13      | 35     |
| 15  | Austria           | niemiecki  | Angela Deloni      | „Liebe ist ein weg voll mit blumen”     | 7       | 45     |
| 16  | RFN               | niemiecki  | Georg Monro        | „Jung wie der morgen”                   | 11      | 37     |
| 17  | Jugosławia        | angielski  | Senka Veletanlic   | „What makes me happy”                   | 5       | 50     |
| 18  | Rumunia           | rumuński   | Jean Paunescu      | „O fata mai sasesti, dar un prieten nu” | 15      | 30     |
| 19  | Luksemburg        | francuski  | Henri Seroka       | „La valse de L’Enfance”                 | 19      | 21     |
| 20  | Bułgaria          | angielski  | Yordanka Christova | „Stop Time”                             | 17      | 25     |
| 21  | Szwajcaria        | francuski  | Henri Des          | „Maria Consuelo”                        | 1       | 324    |
| 22  | Chile             | hiszpański | Gloria Simonetti   | „Hoy no quiero amor, solo quiero horir” | 20      | 14     |
| 23  | Holandia          | angielski  | Ben Cramer         | „Ship of Adventure”                     | 21      | 12     |
| 24  | Hiszpania         | hiszpański | Conchita Bautista  | „Déjate de tonterías”                   | 19      | 21     |
| 25  | Węgry             | węgierski  | György Korda       | „Visszatérek én”                        | 16      | 29     |
| 26  | Włochy            | włoski     | Lucia Altieri      | „Tu staje sempe cu me”                  | 9       | 40     |

## Jury
- Wielka Brytania: Kenneth Baynes
- ZSRR: Andriej Eszpaj
- Norwegia: Arne Bendiksen
- Polska: Roman Heising, Henryk Czyż, Mirosław Dąbrowski, Jacek Dobierski, Witold Filler, Mieczysław Fogg, Michał Rusinek
- Luksemburg: René Boyer
- Węgry: Pál Keszler
- Malta: John Cassar
- Czechosłowacja: Ladislav Kozderka
- Rumunia: Henry Malineanu
- Kanada: Claude Mercier
- Irlandia: Liam Devally
- Dania: Ole Mortensen
- NRD: Manfred Nitschke
- Włochy: Paolo Donatti
- Jugosławia: Miljenko Pecnik
- Finlandia: Aarre Elo
- Austria: Hans Preiner
- Szwajcaria: Louis Rey
- Francja: Pierre Gabaye
- Belgia: Louis Van Rymenant
- RFN: Hannes Gottauf
- Hiszpania: Ramón Solanes
- Bułgaria: Emilie Guergouier
- Kuba: Rafael Somavilla

|            | Głosy w finale                                             |                 |    |          |    |            |    |       |                |    |        |          |       |    |        |    |           |         |            |         |        |    |    |    |      |    |   |
| PUNKTY     | Razem                                                      | Wielka Brytania |    | Norwegia |    | Luksemburg |    | Malta | Czechosłowacja |    | Kanada | Irlandia | Dania |    | Włochy |    | Finlandia | Austria | Szwajcaria | Francja | Belgia |    |    |    | Kuba |    |   |
| Uczestnicy | Polska                                                     | 47              | –  | 6        | –  | 12         | 2  | –     | –              | 6  | –      | 2        | –     | 1  | 6      | –  | –         | 4       | –          | –       | –      | –  | 4  | 1  | 3    | –  |   |
| Uczestnicy | Stany Zjednoczone                                          | 12              | –  | –        | –  | –          | –  | –     | –              | –  | –      | 4        | 3     | –  | –      | –  | –         | –       | –          | –       | –      | –  | –  | –  | –    | 5  |   |
| Uczestnicy | Finlandia                                                  | 33              | –  | 7        | 6  | 3          | –  | –     | –              | –  | –      | –        | –     | 5  | –      | –  | –         | 12      | –          | –       | –      | –  | –  | –  | –    | –  |   |
| Uczestnicy | Belgia                                                     | 41              | 6  | –        | 1  | –          | 6  | –     | 3              | –  | –      | 6        | –     | –  | 2      | –  | –         | –       | –          | –       | 4      | 12 | 1  | –  | –    | –  |   |
| Uczestnicy | Dania                                                      | 36              | 4  | –        | 5  | 4          | –  | –     | 1              | –  | –      | –        | –     | 12 | –      | –  | –         | 5       | –          | –       | –      | –  | 5  | –  | –    | –  |   |
| Uczestnicy | Malta                                                      | 25              | –  | –        | –  | –          | –  | 1     | 12             | –  | –      | –        | –     | –  | –      | 6  | –         | –       | –          | 2       | –      | –  | –  | 3  | –    | 1  |   |
| Uczestnicy | Kanada                                                     | 24              | –  | –        | –  | –          | –  | –     | –              | –  | –      | 12       | 2     | –  | –      | –  | –         | –       | –          | 3       | 1      | 2  | –  | –  | –    | 4  |   |
| Uczestnicy | Norwegia                                                   | 33              | 3  | –        | 12 | –          | –  | –     | –              | –  | –      | –        | 6     | 6  | –      | –  | –         | 6       | –          | –       | –      | –  | –  | –  | –    | –  |   |
| Uczestnicy | Francja                                                    | 200             | 8  | 10       | 8  | 8          | 8  | 8     | 8              | 8  | 8      | 8        | 8     | 8  | 8      | 8  | 8         | 8       | 8          | 10      | 12     | 8  | 8  | 8  | 8    | 8  |   |
| Uczestnicy | Wielka Brytania                                            | 176             | 12 | 8        | 7  | 7          | 7  | 7     | 7              | 7  | 7      | 7        | 7     | 7  | 7      | 7  | 7         | 7       | 7          | 8       | 8      | 7  | 7  | 7  | 7    | 7  |   |
| Uczestnicy | Kuba                                                       | 12              | –  | –        | –  | –          | –  | –     | –              | –  | –      | –        | –     | –  | –      | –  | –         | –       | –          | –       | –      | –  | –  | –  | –    | 12 |   |
| Uczestnicy | NRD                                                        | 64              | –  | 2        | 2  | 5          | 5  | –     | –              | 5  | 2      | –        | –     | 4  | 12     | –  | –         | 3       | 1          | 5       | 5      | 5  | 6  | –  | 4    | –  |   |
| Uczestnicy | Czechosłowacja                                             | 35              | –  | 5        | –  | 6          | –  | 6     | –              | 6  | –      | 12       | –     | –  | –      | 5  | –         | 1       | –          | –       | –      | –  | –  | 3  | –    | 2  | – |
| Uczestnicy | Austria                                                    | 45              | –  | –        | –  | –          | 1  | 5     | –              | 4  | 1      | –        | –     | –  | 4      | 5  | 3         | –       | 12         | 7       | –      | –  | 2  | –  | 1    | –  |   |
| Uczestnicy | RFN                                                        | 37              | 2  | –        | –  | 2          | –  | –     | –              | –  | –      | –        | –     | –  | –      | –  | –         | 2       | 5          | 6       | 6      | 6  | 12 | –  | –    | –  |   |
| Uczestnicy | Jugosławia                                                 | 50              | –  | –        | –  | –          | –  | 4     | 5              | 1  | 5      | –        | –     | –  | –      | 4  | 12        | –       | 4          | –       | –      | 3  | –  | 6  | 6    | –  |   |
| Uczestnicy | Rumunia                                                    | 30              | –  | 3        | –  | –          | –  | 3     | –              | 2  | 12     | –        | –     | –  | –      | –  | 5         | –       | –          | –       | –      | –  | –  | –  | 5    | –  |   |
| Uczestnicy | Luksemburg                                                 | 21              | –  | –        | –  | –          | 12 | –     | –              | –  | –      | 5        | 1     | –  | 3      | –  | –         | –       | –          | –       | –      | –  | –  | –  | –    | –  |   |
| Uczestnicy | Bułgaria                                                   | 25              | –  | 1        | –  | –          | –  | –     | –              | –  | 4      | –        | –     | –  | –      | 2  | 6         | –       | –          | –       | –      | –  | –  | –  | 12   | –  |   |
| Uczestnicy | Szwajcaria                                                 | 324             | 10 | 12       | 10 | 10         | 10 | 10    | 10             | 10 | 10     | 10       | 10    | 10 | 10     | 10 | 10        | 10      | 10         | 12      | 10     | 10 | 10 | 10 | 10   | 10 |   |
| Uczestnicy | Chile                                                      | 14              | –  | –        | –  | –          | –  | –     | –              | –  | –      | 3        | 4     | –  | –      | –  | –         | –       | –          | –       | –      | –  | –  | 5  | –    | 6  |   |
| Uczestnicy | Holandia                                                   | 12              | 5  | –        | –  | –          | 4  | –     | 2              | –  | –      | –        | –     | –  | 1      | –  | –         | 1       | –          | –       | –      | 4  | –  | –  | –    | –  |   |
| Uczestnicy | Hiszpania                                                  | 21              | 1  | –        | –  | –          | –  | –     | 4              | –  | –      | –        | 5     | –  | –      | –  | –         | –       | –          | –       | 2      | –  | –  | 12 | –    | 3  |   |
| Uczestnicy | Węgry                                                      | 29              | –  | 4        | –  | –          | –  | 12    | –              | 3  | 6      | –        | –     | –  | –      | –  | 4         | –       | –          | –       | –      | –  | –  | –  | –    | –  |   |
| Uczestnicy | Włochy                                                     | 40              | 12 | –        | –  | –          | –  | 2     | 6              | –  | 3      | 1        | –     | –  | –      | 12 | 2         | –       | 2          | 4       | –      | –  | –  | 4  | –    | 2  |   |
| Uczestnicy | Kraje w tabeli są uporządkowane w kolejności występowania. |                 |    |          |    |            |    |       |                |    |        |          |       |    |        |    |           |         |            |         |        |    |    |    |      |    |   |